# Тэбб, Джей
Джей Энтони Тэбб (англ. Jay Anthony Tabb; 21 февраля 1984, Тутинг, Англия) — ирландский футболист английского происхождения, игравший на позиции полузащитника, ныне — игрок в регби.

## Карьера
Тэбб родился в Тутинге, Великий Лондон. Выступал в академии  «Кристал Пэлас», но был отчислен из команды в возрасте 16 лет, после того, как его посчитали слишком низким (165 сантиметров), чтобы играть в профессиональный футбол. Вскоре, он подписал контракт с «Брентфордом». В 1997-2000 годах учился в Уимблдонском колледже, сделав паузу в карьере. Но спустя год, в 2001 он дебютировал в «Брентфорде» 3 мая 2001 года в ничейном матче (2:2) против «Лутон Таун», но в первых двух сезонах сыграл только пять матчей.
Тэбб играл важнейшую роль в Брентфорде в сезоне 2003-04, забив 11 голов в 40 матчах. В октябре 2003 продлил контракт с клубом до 2005. 18 мая 2006 выставлен на трансфер по просьбе игрока. Всего за Брентфорд сыграл 114 матчей и забил 24 гола.
30 июня 2006 подписал трёхлетний контракт с Ковентри. Он взял футболку с номером 21. Дебютировал за новый клуб 12 августа в матче с Кардифф Сити, заменив травмированного Адама Вирго.